# UTair Express
UTair Express (russisch ЮТэйр-Экспресс) war eine russische Regionalfluggesellschaft mit Sitz in Syktywkar und Basis auf dem Flughafen Syktywkar. Sie stellte 2015 ihren Flugbetrieb ein, existiert jedoch als Tochter von Utair bis heute und bietet weiterhin verschiedene Dienstleistungen im Bereich der Luftfahrt an.

## Geschichte
UTair Express wurde 1996 als Komiinteravia gegründet. Im Jahr 2004 übernahm UTair die Gesellschaft zu 70 %, später vollständig. Im Jahr 2006 wurden Pläne bekannt, eine neue Regionalfluggesellschaft auf Basis von Komiinteravia aufzubauen. Die Flotte sollte dafür von Antonow An-24 auf ATR 42-300 umgestellt werden. Aufgrund der Russische Wirtschaftskrise geriet die Utair-Gruppe in finanzielle Schwierigkeiten. So wurde bereits Ende 2014 das Streckennetz von Utair Express erheblich eingeschränkt. Man trennte sich von den hochdefizitären Verbindungen innerhalb der Republik Komi, später auch von Flügen von Narjan-Mar nach Archangelsk, Kirow und Syktywkar. Im März 2015 stellte man den Flugbetrieb vollständig ein. Am 16. Juli 2015 wurde UTair Express die Lizenz auf eignen Antrag von der Russischen Luftfahrtagentur entzogen. Die Flugzeuge gingen zurück an die Muttergesellschaft, wurden dort teilweise stillgelegt oder von Utair weiter betrieben.
Einzelnen Geschäftsbereiche, wie der Verwaltung des Flugplatzes in der Siedlung Waradej (Autonomer Kreis der Nenzen) sowie der Lieferung von Bordverpflegung und der Abfertigung von Flugzeugen am Flughafen Syktywkar geht die Gesellschaft auch nach Einstellung des Flugbetriebes weiterhin nach.

## Flugziele
Neben vielen Inlandszielen flog UTair Express auch nach Litauen.

## Flotte
Zum Zeitpunkt der Flugeinstellung im März 2015 bestand die Flotte der UTair Express aus 15 Flugzeugen. Davor wurden bereits Flugzeuge verschiedener Typen stillgelegt sowie an die Muttergesellschaft oder andere Tochtergesellschaften von Utair zurückgegeben. 
| Flugzeugtyp         | Anzahl | Anmerkungen                                                                                      | Sitzplätze |
| ------------------- | ------ | ------------------------------------------------------------------------------------------------ | ---------- |
| ATR 72-500          | 15     | bis zur Einstellung des Flugbetriebs betrieben, dann an Utair abgegeben                          | 70         |
| Suchoi Superjet 100 | 1      | ab Ende Februar 2015 nicht mehr betrieben                                                        | 103        |
| Antonow An-24       | 10     | spätestens ab Ende 2014 nicht mehr betrieben                                                     | 40–48      |
| Tupolew Tu-134      | 1      | im September 2014 an Katekavia und danach wiederum an regionale Utair-Tochter Turuchan abgegeben | 76         |
| Antonow An-26B      | 2      | spätestens ab Ende 2014 nicht mehr betrieben                                                     | 19         |
| Gesamt              | 29     |                                                                                                  |            |